# حامد قادرمزی
حامد قادرمرزی (قادرمزی) استاد دانشگاه، سیاستمدار، متخصص توسعه روستایی، شهری و منطقه ای و همچنین نمایندهٔ دورهٔ نهم مجلس شورای اسلامی و عضو کمیسیون عمران مجلس شورای اسلامی از حوزهٔ انتخابیهٔ قروه و دهگلان در استان کردستان است.
 ایشان در مردادماه ۱۴۰۱ از سمت عضو هیئت‌مدیره صندوق بیمه اجتماعی کشاورزان، روستاییان و عشایر عزل گردیدند و جهت تدریس به دانشگاه برگشتند. با روی کارآمدن دولت چهاردهم، از 7 مهرماه ۱۴۰۳ با حکم و ابلاغ وزیر تعاون، کار و رفاه اجتماعی به‌عنوان مدیرعامل صندوق مشغول به فعالیت می‌باشند.

## سوابق تحصيلی
- دکتري تخصصی(PH.D) برنامه ريزي روستايي از دانشگاه شهيد بهشتي سال ۱۳۸۸ (معدل کل ۱۸/۸۸)، - کارشناسي ارشد؛ برنامه ريزي روستايي از دانشگاه تربيت مدرس سال ۱۳۸۳ (معدل کل ۱۷/۶۶)، - کارشناسي؛ برنامه ريزي شهري از دانشگاه تبريز، سال ۱۳۸۱ (معدل کل ۱۷/۱۷)، - ديپلم: ادبيات و علوم انساني، سال ۱۳۷۷ (با معدل کل ۱۷/۹۰)، - رتبه ۱۸۵ کنکور سراسري سال ۱۳۷۷ در رشته ادبيات و علوم انساني، - رتبه ۱۰ کنکور کارشناسي ارشد، سال ۱۳۸۱ در رشته برنامه ريزي روستايي. - رتبه ۱ آزمون دکتری تحصصی در رشته برنامه ريزي روستايي ، سال ۱۳۸۳.